# Anton Schabl
Anton Schabl (Pichling bij Köflach, 2 december 1927 – 4 augustus 2004) was een Oostenrijks componist, muziekpedagoog en dirigent.

## Levensloop
Schabl studeerde eerst pedagogiek van 1942 tot 1944 aan de Lehrerbildungsanstalt in Marburg an der Drau, nu: Maribor en van 1945 tot 1948 in Graz. Van 1950 tot 1952 studeerde hij aan de Universität für Musik und darstellende Kunst in Graz trompet bij Brugger, piano en contrapunt bij W. Bloch, muziekgeschienis bij Eisel. 
Van 1948 tot 1954 was hij leraar op de basisschool in Köflach en muziekleraar aan de muziekschool. In 1950 werd hij dirigent van de Bergkapelle Oberdorf in Bärnbach. In 1954 werd hij leraar in Bärnbach en in 1964 dirigent van het mannenkoor "Glück auf" Oberdorf in Bärnbach. Van 1968 tot 1990 was hij eveneens dirigent van de arbeiders-zangvereniging "Morgenröte"  Oberdorf in Bärnbach. In 1988 ging hij met pensioen.
Als componist schreef hij aanvankelijk werken voor harmonieorkest en later voor mannenkoren.

## Composities

### Werken voor harmonieorkest
- 1955 Freudig voran, mars
- 1986 Der Steiger kommt, concertmars
- 1987 Der Bergmannsstand, mars
- 1988 GTO Marsch
- 1989 Bergmannsliederfolge
- 1990 Moderne Selection
- 1991 Zum Aufbruch, concertmars
- 1992 Hubert Marka Serie, selectie
- 1994 Siegfried-Polka

### Missen en gewijde muziek
- 1977 Deutsche Bauernmesse, voor mannenkoor
- 1988 Die Knappenmesse, voor mannenkoor
- 1993 Bergmannsmesse, voor mannenkoor

### Werken voor koren
- 1973 Bergmannsleben, voor mannenkoor
- 1973 Die Tiroler und die Steirer, voor mannenkoor
- 1973 Oba heiratn tat i nia, voor mannenkoor
- 1975 Das Bergwerk in der Erd, voor mannenkoor
- 1975 Meerstern, ich dich grüße, voor mannenkoor
- 1977 Drentan Steg, voor mannenkoor
- 1978 I woaß ned, tropfazt da Schotn, voor mannenkoor
- 1980 Sepperl steh' grad!, voor mannenkoor
- 1982 Hoch ist die Kräuterin, voor mannenkoor
- 1982 Wia schön da Tag hergeht, voor mannenkoor
- 1984 Buam stets auf, herderslied voor mannenkoor
- 1984 Es ist jetzt die Heilige Nacht, kerstlied voor mannenkoor
- 1984 Gott grüß enk beisamma, kribbenlied voor mannenkoor
- 1984 Grüaß di Gott, schöns Kindelein, kribbenlied voor mannenkoor
- 1984 Hiazt los, liaba Nachbar, herderslied voor mannenkoor
- 1984 Immer, wenn es Weihnachten wird, adventlied voor mannenkoor
- 1984 Mei Tag hat drei Stundn, voor mannenkoor
- 1984 Still, o Erden, kribbenlied voor mannenkoor
- 1984 Und i woaß nit, wia's ist, voor mannenkoor
- 1985 Ach mein Seel, fang an zu singen, voor mannenkoor
- 1985 Geh'n ma's hin über'd Alma, voor mannenkoor
- 1985 O liebster Hauswirt mein, kribbenlied voor mannenkoor
- 1986 Der Almsee is trüab, voor mannenkoor
- 1986 Der Langenwanger, voor mannenkoor
- 1986 Drei Rippn, drei Rapn, voor mannenkoor
- 1986 Du flachshaarats Dianal, voor mannenkoor
- 1986 Engel singen Jubellieder, kerstlied voor mannenkoor
- 1986 Hiazt kimp a wundabare Zeit, adventlied voor mannenkoor
- 1986 O Rosental, voor mannenkoor
- 1986 Singen is unser Freud, voor mannenkoor
- 1986 Tief in der Erde Schoß, voor mannenkoor
- 1986 Und a Waldbua bin i, voor mannenkoor
- 1986 Wia lustig daß's in Almen is, voor mannenkoor
- 1986 Wo is denn der Mahda?, voor mannenkoor
- 1986 Wohl in der Wiederschwing, voor mannenkoor
- 1987 Fruahjahr is, voor mannenkoor
- 1987 Herbst, voor mannenkoor
- 1988 Auf da Alm bin i g'sessn, voor mannenkoor
- 1988 Das Bärnbacher Glasmacherlied, voor mannenkoor
- 1988 Dei mein Dirnderl ihrm Fenster, voor mannenkoor
- 1988 Der Stremmer Jodler, voor mannenkoor
- 1988 Kimmt schean hoamli die Nichat, voor mannenkoor
- 1988 Maria durch ein Dornwald ging, adventlied voor mannenkoor
- 1988 Tanzen und springen, voor mannenkoor
- 1989 Aber hin übern Kogl, voor mannenkoor
- 1989 An Sprung übers Wasserl, voor mannenkoor
- 1989 Da Himml is voller Stern, voor mannenkoor
- 1989 Der Röthelsteiner, voor mannenkoor
- 1989 Die Gams, die tuan schean pfeifn, voor mannenkoor
- 1989 Hiaz hat si schon wieda da Hollabam bogn, voor mannenkoor
- 1989 Jodler, voor mannenkoor
- 1989 Mäherjodler, voor mannenkoor
- 1990 Amol i, amol du, voor mannenkoor
- 1990 Dirndle, geh her zan Zaun, voor mannenkoor
- 1990 In der Mölltalleitn, voor mannenkoor
- 1993 Das Grab ist leer, paaslied voor mannenkoor
- 1993 Drei heilige Frauen gingen früh, paaslied voor mannenkoor
- 1993 Chor und Gebet der Bergknappen, voor mannenkoor
- 1993 Osternacht, paaslied voor mannenkoor
- 1993 Vom Tode heut erstanden ist, paaslied voor mannenkoor
- 1994 Der Langenwanger, voor manenkoor
- 1994 Halleluja, halleluja, paaslied voor mannenkoor
- 1994 Jodler, voor mannenkoor
- 1994 Mäherjodler, voor mannenkoor